# Gamergate (myror)

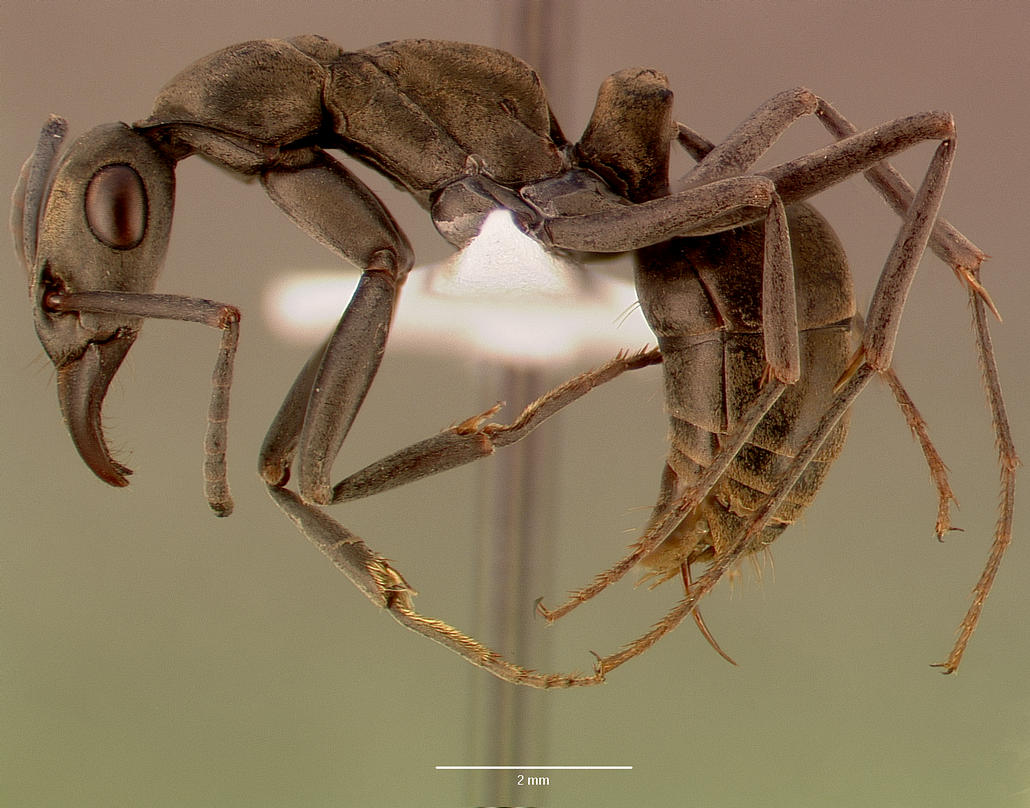
En arbetarmyra av arten Ophthalmopone berthoudi, för vilken begreppet "gamergate" först myntades.

Gamergate är en arbetsmyra som kan reproducera sig sexuellt, dvs. lägga befruktade ägg som utvecklas till honor. 
Myror bildar samhällen där det vanligtvis finns tre olika slags individer: hannar, honor och arbetare. Arbetare som utvecklas till gamergate finns endast inom ett mindre antal arter, mellan 100 och 200 arter, vilket motsvarar cirka en procent av det totala antalet myrarter. Dessa myror är utrustade med 'spermatheca' (en behållare för sperma), till skillnad från arbetsmyror av andra arter.
Hos vissa arter reproducerar både drottningmyror (vanliga honor) och gamergate. Hos andra arter har gamergate ersatt drottningmyran. Gamergate har en kortare livslängd än drottningmyran, men kan i gengäld lättare bli ersatt av nya gamergate-individer. De arbetare som myrsamhället inte behöver som gamergate utvecklas till vanliga arbetarmyror.
Det finns arter där en enda gamergate står för reproduktionen i myrkolonin (monogyni) och hos andra arter kan åtskilliga gamergate stå för reproduktionen (polygyni).

## Etymologi
"Gamergate" är ett ord som är en sammansättning av de grekiska orden γάμος (gámos) och ἐργάτης (ergátēs) och betyder ”gift arbetare”. Begreppet myntades 1983 av den amerikanske genetikern William L. Brown. I vetenskapliga avhandlingar användes det först av entomologerna Christian Peeters och Robin Crewe 1984 i tidskriften Naturwissenschaften. I entomologiska uppslagsverk beskrivs gamergate i regel med orden "äggläggande arbetare" med hänvisning till Bert Hölldoblers och E. O. Wilson The Ants (1990).

## Myrsläkten med gamergate-myror
Åtminstone följande släkten har arter där arbetare av typen gamergate förekommer:
- Poneromorfa underfamiljer
  - Amblyoponinae
    - Amblyopone[7]

  - Ectatomminae
    - Rhytidoponera[8]

  - Ponerinae
    - Anochetus[9]
    - Bothroponera[9]
    - Diacamma[9]
    - Dinoponera[9]
    - Hagensia[9]
    - Harpegnathos[9]
    - Leptogenys[9]
    - Ophthalmopone[9]
    - Platythyrea[9]
    - Pseudoneoponera[9]
    - Streblognathus[9]
    - Thaumatomyrmex[9]
- Myrmeciinae

- Bulldogsmyror (Myrmecia)

- Ettermyror (Myrmicinae)

- Metapone